# Chimarra sassandrae
Chimarra sassandrae är en nattsländeart som beskrevs av Francois-Marie Gibon 1982. Chimarra sassandrae ingår i släktet Chimarra och familjen stengömmenattsländor. Inga underarter finns listade i Catalogue of Life.